# Pardosa aquatilis
Pardosa aquatilis är en spindelart som beskrevs av Schmidt och Krause 1995. Pardosa aquatilis ingår i släktet Pardosa och familjen vargspindlar. Inga underarter finns listade i Catalogue of Life.